# Juan Manuel Cajigal (comune)
Juan Manuel Cajigal è un comune del Venezuela situato nello stato federato di Anzoátegui.
Il capoluogo del comune è la città di Onoto.